# 東亜同文書院大学の人物一覧
東亜同文書院大学の人物一覧（とうあどうぶんしょいんだいがくのじんぶついちらん）は、東亜同文書院大学 (旧制)に関係する人物の一覧記事。

## 院長・学長

### 歴代院長
| 代    | 肖像 | 氏名       | 在職期間      | 備考 |
| ----- | ---- | ---------- | ------------- | ---- |
| 初代  |      | 根津一     | 1901年-1902年 |      |
| 第2代 |      | 杉浦重剛   | 1902年-1903年 |      |
| 第3代 |      | 根津一     | 1903年-1923年 |      |
| 第4代 |      | 大津麟平   | 1923年-1926年 |      |
| 第5代 |      | 近衛文麿   | 1926年-1931年 |      |
| 第6代 |      | 大内暢三   | 1931年-1940年 |      |
| 第7代 |      | 矢田七太郎 | 1940年-1942年 |      |

### 歴代学長
| 代    | 肖像 | 氏名       | 在職期間      | 備考                         |
| ----- | ---- | ---------- | ------------- | ---------------------------- |
| 初代  |      | 大内暢三   | 1939年-1940年 | 専門学校東亜同文書院院長兼任 |
| 第2代 |      | 矢田七太郎 | 1940年-1943年 | 専門学校東亜同文書院院長兼任 |
| 第3代 |      | 本間喜一   | 1944年-1946年 |                              |

## 著名な教職員
- 菊池謙二郎：初代教頭兼監督、元第二高等学校校長[1]
- 清水董三（12期生）：外交官。東亜同文書院教授（中国語担当）を務めた後に外務省に入り翻訳官・研修所教官・中華民国公使を歴任[2]。
- 大平賢作：銀行家。東亜同文書院商務科教授を経て、住友銀行に入り、のち同行会長。
- 下田文一：実業家。東亜同文書院教授を経て、南洋拓殖社長。
- 戸田義郎：経営学者。東亜同文書院大学教授を経て、神戸大学学長。
- 村井倉松：外交官、政治家。商業学教諭。シャム公使を経て八戸市長。
- 宮下忠雄：経済学者。東亜同文書院教授を経て、神戸大学名誉教授。

## OB

### 政界
- 小谷節夫（5期生）：政治家。元衆議院議員。近藤鶴代の兄[3]。
- 吉田正（15期生）：協同乳業創業者、元日本社会党衆議院議員[4]
- 斉藤正身（20期生）：満洲国国務院総理秘書、衆議院議院議員。
- 中西功（29期生）：満鉄社員（満鉄調査部）。戦後は参議院議員。日本共産党神奈川県委員長[5]。
- 福岡日出麿（29期生中退）：元自由民主党参議院議員[6]。
- 田代由紀男（35期生）：元自由民主党参議院議員[7]。
- 神谷信之助（42期生）：元日本共産党参議院議員[8]。
- 武藤嘉文（46期専門部中退）：中退後、京都大学入学。元自由民主党衆議院議員、通商産業大臣・外務大臣等歴任[9][10]。

### 官界
- 若杉要（3期生）：外交官。ニューヨーク総領事。外務省アメリカ局第一課時に『米国共産党調書』を作成し、日米交渉に奔走した。
- 石射猪太郎（5期生）：外交官。上海総領事・シャム大使・外務省東亜局長・ブラジル大使を歴任。著書『外交官の一生』(中公文庫)[11]。
- 山本熊一（9期生）：外交官。日米開戦時の外務省北米局長。大東亜省事務次官・駐タイ大使など歴任、戦後は国際貿易促進会副会長など[12]。
- 檜貝嚢治（24期生中退）：中退後、海軍兵学校（57期）入校。海軍大佐。
- 田中徹雄（35期生）：満鉄社員。陸軍大尉。元山梨県副知事。昭和21年1946年（昭和21年）12月、帰国直前に上海に拘束されていた嵯峨浩（満州国皇弟・溥傑夫人）・愛新覚羅嫮生母子を救出した[13]。
- 岡田晃（36期生）：卒業後、東北帝国大学を経て外交官。駐香港総領事、駐ブルガリア特命全権大使、駐スイス特命全権大使など歴任[14]。
- 小崎昌業（42期生）：外交官。モンゴル特命全権大使、ルーマニア特命全権大使等歴任[15]。

### 財界
- 大倉邦彦（3期生）：元大倉洋紙店社長、大倉精神文化研究所設立、東洋大学学長[16]。
- 原吉平（18期生）：実業家。ユニチカ会長、日本貿易振興会（ジェトロ）理事長[17]。
- 坂口幸雄（21期生）：元日清製油会長[18]。
- 福田克美（32期生）：元日本碍子会長[19]。
- 春名和雄（36期生）：元丸紅社長 昭和15年卒[20]。
- 信元安貞（39期生）：元曙ブレーキ工業社長 昭和18年卒。

### 研究者・学者
- 鈴木択郎（15期生）愛知大学名誉教授。東亜同文書院（大学）、愛知大学で中国語教育、研究に従事し、愛知大学『中日大辞典』刊行に尽力した。
- 魚返善雄（26期中退）：文学博士。東洋大学文学部長、東京大学講師など。病弱のため中退し東京外語にうつる。のち、中国語・中国文学の研究で活躍[21]。
- 尾崎雄二郎（44期生）：京都大学名誉教授。中国語音韻研究。
- 市川信愛（1944年大学入学）：文学博士。商学者（華僑論）。
- 王宏（1944年予科入学、1945年大学予科中退）：日本語学者。戦後は上海外国語大学で日本語教育、研究に従事した。

### 文学
- 山口慎一（25期生）：満鉄給費生として学び、卒業後、満鉄調査部を経て満州国の文芸界において大内隆雄の筆名で活躍した[22]。
- 大城立裕（44期予科中退）：敗戦による閉学のため中退。芥川賞作家[23]。

### マスコミ
- 田中香苗（25期生）：毎日新聞社社長[24]。
- 伊藤喜久蔵（40期生）：元中日新聞論説委員。ボーン国際記者賞受賞[25]。
- 那谷敏郎（42期生）：朝日新聞出版局編集員。著書『紀行ビザンチン史』新潮選書（新潮社、1976年）など。[26]。
- 山西由之（43期生）：元TBS社長[27]。
- 江頭数馬（44期生）：京都大学文学部東洋史学科卒。毎日新聞北京支局長、同論説委員。日本大学商学部教授。上海師範大学客員教授。1966年『燕山夜話』解説で菊池寛賞受賞。

### その他
- 里見甫（13期生）：実業家・ジャーナリスト。“阿片王”の異名を持ち、満州国建国の陰の立役者の一人とされている[28]。
- 下地玄信（13期生）：日本公認会計士協会初代副会長[29]
- 福井二郎（17期生）：日本の牧師、満州国熱河省で伝道した[30]。